# Catephia molybdocrosis
Catephia molybdocrosis là một loài bướm đêm trong họ Erebidae.